# Paul Lynde
Paul Edward Lynde (13 de junio de 1926-10 de enero de 1982) fue un comediante y actor estadounidense.
Tuvo una carrera larga y variada como un actor cómico, pero las personas nacidas en los años siguientes a la Segunda Guerra Mundial lo recuerdan por dos papeles particulares: como Tío Arthur en la serie de TV de los años 1960 Hechizada, y como un invitado de celebridad en el programa Hollywood Palace. Murió a la edad de 55 años en 1982 de un ataque cardiaco.

## Filmografía
| - The Red Buttons Show (1955) - Stanley (1956–1957) - The Perry Como Show (1961–1963) - The Munsters (1964) [algunos episodios como el médico de Herman] - Bewitched (1965–1971) - The Hollywood Squares (1968–1981) - Dean Martin Presents the Golddiggers (1968–1969) - The Cattanooga Cats (1969–1971) (voz) - The Perils of Penelope Pitstop (1969–1971) (voz) - Gidget Grows Up (1969) - Where's Huddles (1970) (voz) - Gidget Gets Married (1972) - I Dream of Jeannie (1966–1968) - The Paul Lynde Show (1972–1973) - The New Temperatures Rising Show (1973–1974) - The Paul Lynde Halloween Special (1975, 1976) - Donny & Marie (1975) | - 'Twas the Night Before Christmas (1977) - Paul Lynde at the Movies (1979) - New Faces (1954) - Son of Flubber (1963) - Bye Bye Birdie (1963) - Under the Yum Yum Tree (1963) - For Those Who Think Young (1964) - Send Me No Flowers (1964) - Beach Blanket Bingo (1965) - The Glass Bottom Boat (1966) - How Sweet It Is! (1968) - Charlotte's Web (1973) (voz) - Journey Back to Oz (1974) (voz) - Hugo the Hippo (1975) (voz) - Rabbit Test (1978) - The Villain (1979) |